# Lillian Bos Ross
Lillian Bos Ross, geb. Bos (* 1898 in Minnesota; † 10. Januar 1960 in San José, Kalifornien) war eine US-amerikanische Schriftstellerin.

## Leben und Werk
Lillian Bos Ross, genannt „Shanagolden“, wurde in Minnesota geboren und wuchs auf einer Farm in Washington auf. Sie arbeitete dann viele Jahre als Bucheinkäuferin für Kaufhäuser.
Später heiratete sie den Bildhauer Harry Dick Ross (* 7. Juni 1899 in Washington County, Idaho; † 17. Oktober 1989 in Carmel-by-the-Sea, Monterey County), der an der California School of Fine Arts (CSFA) in San Francisco studiert hatte, und zog zu ihm nach Telegraph Hill, einem Stadtteil von San Francisco.
1923 kamen beide erstmals nach Big Sur. Fasziniert von der Schönheit der Landschaft, ließen sie sich dort nieder. Sie eröffneten zunächst eine Kunstgalerie in Salinas und zogen 1939 auf das Gehöft Livermore Ledge. In den 1940er Jahren erwarben sie schließlich das Gehöft Partington Ridge an der Partington Cove im Julia Pfeiffer Burns State Park, unweit des Restaurants Nepenthe, das zugleich einen Künstlertreffpunkt darstellte.
Nachdem Lillian Bos Ross einige Geschichten in regionalen Zeitschriften veröffentlicht hatte, erschien 1942 ihr Roman The Stranger, der ein Bestseller wurde. Er erhielt eine sehr positive Besprechung in der New York Times, den National Book Award und den California Book Award. Zu den begeisterten Lesern gehörte der Schriftsteller Henry Miller, der von 1944 bis 1962 selbst in Big Sur bzw. Partington Ridge lebte und dort Nachbar und Freund von Lillian Bos Ross und deren Mann war.
Lillian Bos Ross erweiterte das Konzept ihres Romans schließlich zu einer Trilogie über Big Sur, konnte jedoch nur noch den zweiten Roman vollenden. Der dritte – über den Bau des Highway 1 – blieb unvollendet.
Darüber hinaus trat sie auch als Songwriterin in Erscheinung. Insbesondere ihre 1926 geschriebene Ballade South Coast, die Sam Eskin, Richard Dehr und Frank Miller vertonten, wurde in der Interpretation von deren Band The Easy Riders ein internationaler Erfolg. Insgesamt sind 17 Aufnahmen bekannt, darunter von The Kingston Trio, Woody Guthrie, Ramblin’ Jack Elliott und Tom Russell.
Sie starb am 10. Januar 1960 nach langer Krankheit in einem Hospital in San José.
Einige Jahre nach ihrem Tod heiratete Harry Dick Ross in zweiter Ehe Eve McClure (1931–1966), eine Ex-Frau von Henry Miller.
Der literarische Nachlass von Lillian Bos Ross, bestehend aus frühen Entwürfen, Manuskripten und Arbeitsblättern, gelangte in die Charles E. Young Research Library der University of California, Los Angeles.
Jens Rosteck bemerkte, dass The Stranger „den womöglich größten literarischen Einfluss auf alle hier lebenden Autoren ausübte. […] Man wird wohl kaum jemanden unter den Big-Sur-Bürgerinnen und -Bürgern zwischen Monterey und San Luis Obispo antreffen, der dieses parabelhafte, 1942 erschienene Buch nicht gelesen hat“.

## Werke
- Lost Tree in a Lonely Land, in: The Desert Magazine, Vol. 1, Heft 1 vom November 1937, S. 16f. und 24 (PDF)
- We Found the Warm Heart of the Desert, in: The Desert Magazine, Vol. 2, Nr. 2 vom Dezember 1938, S. 15–17 und 33 (PDF)
- Desert Lily, in: The Desert Magazine, Vol. 2, Nr. 7 vom Mai 1939, S. 28 (PDF)
- The Stranger. A Novel of the Big Sur, New York: William Morrow & Co. 1942
- Blaze Allen, New York: Grosset & Dunlap 1944
- mit Emil White, Henry Miller u. a., The Big Sur, Yesterday, Today, Tomorrow: A Guide to Highway One from Monterey to Morro Bay, Big Sur Guide 1954
- The Road, vollendet von Gary M. Koeppel, Carmel, California: Coast Publishing 2012; ISBN 978-1-467950-08-4

## Verfilmung
The Stranger wurde 1974 von Jan Troell unter dem Titel Zandys Braut verfilmt. Die Hauptrollen spielten Gene Hackman und Liv Ullmann.